# Paula Richard
Paula Richard (Rio de Janeiro, 6 de agosto de 1965) é  autora-roteirista e escritora brasileira. Escritora de Jesus, onde contou a história de Jesus desde seu nascimento até a ressurreição.

## Filmografia

### Telenovelas
| Ano         | Trabalho           | Emissora | Escalação        | Parceiros Titulares |
| ----------- | ------------------ | -------- | ---------------- | ------------------- |
| 2006 – 2007 | Vidas Opostas      | RecordTV | Colaboradora     | Marcílio Moraes     |
| 2008 – 2009 | Chamas da Vida     | RecordTV | Colaboradora     | Cristianne Fridman  |
| 2010 – 2011 | Ribeirão do Tempo  | RecordTV | Colaboradora     | Marcílio Moraes     |
| 2015 – 2016 | Os Dez Mandamentos | RecordTV | Colaboradora     | Vivian de Oliveira  |
| 2017        | O Rico e Lázaro    | RecordTV | Autora principal |                     |
| 2018 – 2019 | Jesus              | RecordTV | Autora principal |                     |

### Séries e Minisséries
| Ano  | Trabalho               | Emissora | Escalação        | Parceiros Titulares |
| ---- | ---------------------- | -------- | ---------------- | ------------------- |
| 2006 | Avassaladoras: A Série | RecordTV | Roteirista       | Renê Belmonte       |
| 2009 | A Lei e o Crime        | RecordTV | Colaboradora     | Marcílio Moraes     |
| 2014 | Milagres de Jesus      | RecordTV | Roteirista       | Renato Modesto      |
| 2018 | Lia                    | RecordTV | Autora principal |                     |